# Monti Chaillu

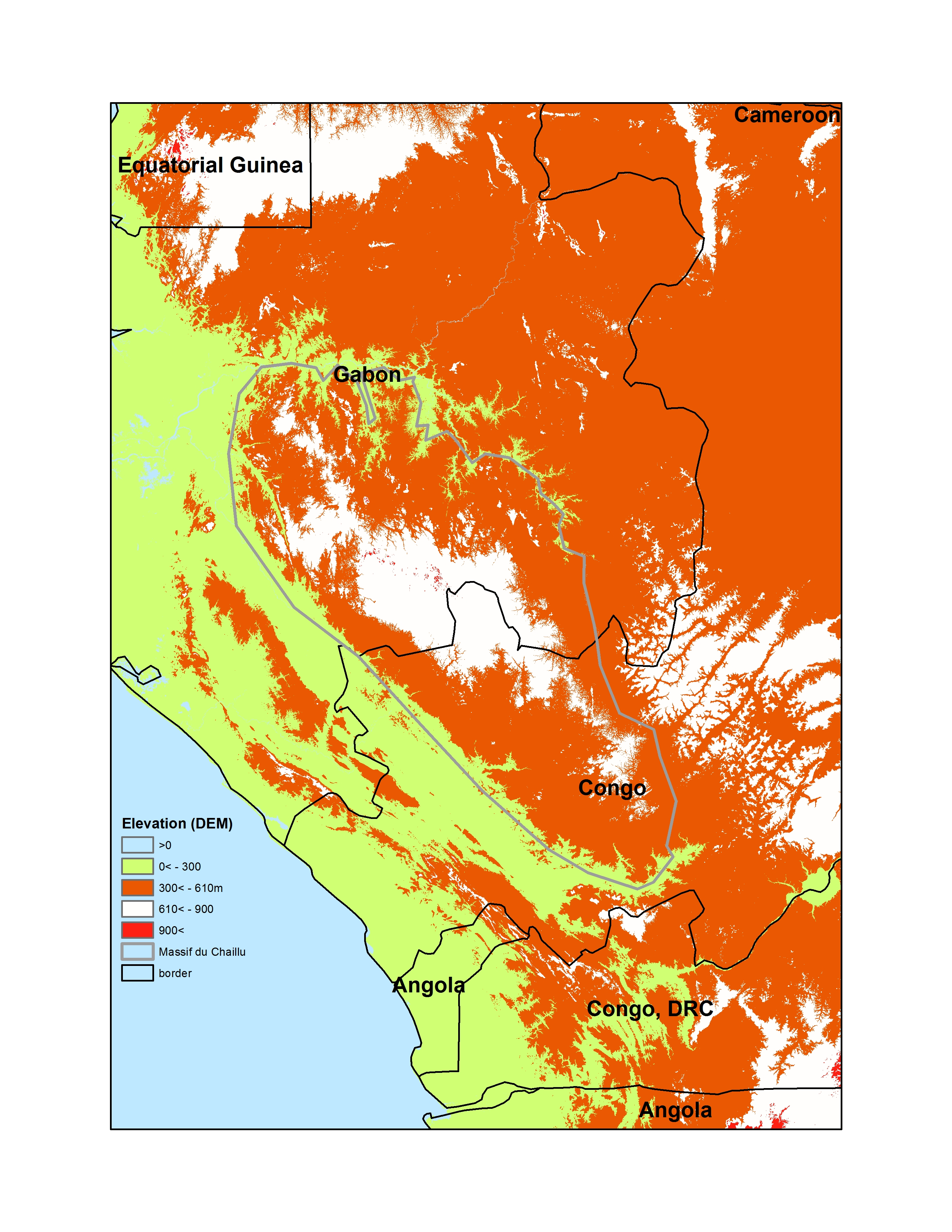
I Monti Chaillu si estendono a cavallo del Gabon e della Repubblica del Congo.

I Monti Chaillu sono una catena montuosa che si estende sul Gabon meridionale e sulla Repubblica del Congo.

Il loro nome deriva da quello dell'esploratore francese Paul Du Chaillu, che esplorò e documentò quest'area nel corso del XIX secolo. 
Sono costituiti da un blocco di rocce sedimentarie. I picchi più elevati sono il Monte Iboundji (980 m) e il Monte Milondo (1020 m).
Da questa catena montuosa sgorgano numerosi fiumi tra cui: Kouilou-Niari, Ogoulou, Ikoy, Lolo, Lekoko, Lebombi e Offoue.